# Зенкинский сельсовет
Зенкинский сельсовет — сельское поселение в Чаплыгинском районе Липецкой области Российской Федерации.
Административный центр — село Зенкино.

## История
Статус и границы сельского поселения установлены Законом Липецкой области от 23 сентября 2004 года № 126-ОЗ «Об установлении границ муниципальных образований Липецкой области»

## Население
| 2010 | 2012 | 2013 | 2014 | 2015 | 2016 | 2017 |
| ---- | ---- | ---- | ---- | ---- | ---- | ---- |
| 826  | ↘807 | ↘801 | ↘777 | ↘769 | ↘752 | ↘746 |
| 2018 | 2021 |      |      |      |      |      |
| ↘740 | ↗741 |      |      |      |      |      |

## Состав сельского поселения
| № | Населённый пункт  | Тип населённого пункта       | Население |
| - | ----------------- | ---------------------------- | --------- |
| 1 | Буховские Выселки | посёлок                      | 8         |
| 2 | Добровольный      | посёлок                      | 20        |
| 3 | Зенкино           | село, административный центр | ↘492      |
| 4 | Тупки             | посёлок                      | 211       |
| 5 | Чечеры            | село                         | ↘95       |